# بونيون قليل الأوراق
البونيون قليل الأوراق (باللاتينية: Bunium paucifolium) نوع نباتي ينتمي إلى جنس البونيون من الفصيلة الخيمية.

## الموئل والانتشار
موطن هذا النوع بلاد الشام وتركيا وجنوب القوقاز.

## مرادفات للاسم العلمي
- (باللاتينية: Bunium cassium Boiss.)
- (باللاتينية: Bunium elegans var. brevipes Freyn & Sint.)
- (باللاتينية: Bunium elegans var. junceum (Boiss.) H.Wolff)
- (باللاتينية: Bunium elegans var. luxurians Freyn & Sint.)
- (باللاتينية: Bunium elegans var. minimum (Post) H.Wolff)
- (باللاتينية: Bunium elegans var. noeanum (Boiss.) H.Wolff)
- (باللاتينية: Bunium filipes Freyn & Conrath)
- (باللاتينية: Bunium noeanum (Boiss.) Woronow ex Grossh.)
- (باللاتينية: Bunium paucifolium var. junceum (Boiss.) Hedge & Lamond)